# Шевляково
Шевляко́во — посёлок в Клинском районе Московской области России. Население — 1664 чел. (2010).

## Общие сведения
Административный центр Воронинского сельского поселения. Возник в послевоенные годы. В 1994—2006 годах — центр Воронинского сельского округа. Расположен на автодороге А108 — Московском большом кольце, на левом берегу реки Лутосни, примерно в 11 км к северо-востоку от центра города Клина. Соседние населённые пункты — деревни Ширяево, Воронино и Заовражье.

## Название
Посёлок назван в честь командира стрелкового взвода 1174-го стрелкового полка 348-й стрелковой дивизии 30-й армии Калининского фронта, младшего лейтенанта, Героя Советского Союза Шевлякова Николая Степановича, который во время Великой Отечественной войны, в ходе контрнаступления советских войск под Москвой в декабре 1941 года участвовал в освобождении Клинского района от немецко-фашистских захватчиков. Погиб при атаке опорного пункта противника в районе села Новокобелево Старицкого района ныне Тверской области 25 декабря 1941 года, закрыв амбразуру вражеского дзота своим телом.

## Память
- В честь своего легендарного земляка - спасателя челюскинцев, летчика А. П. Светогорова - назван новый парк отдыха[5][6].

## Образование
В посёлке располагается одно отделение дошкольного образования и одна средняя общеобразовательная школа : 
- МБДОУ Детский сад № 28 "Росинка"[7]
- МОУ Воронинская средняя общеобразовательная школа имени Гер.Сов.Союза В.П.Калинина

## Население
| 2002 | 2006  | 2010  |
| ---- | ----- | ----- |
| 1796 | ↘1746 | ↘1664 |